# Tabanus pollinosus
Tabanus pollinosus är en tvåvingeart som beskrevs av Ricardo 1913. Tabanus pollinosus ingår i släktet Tabanus och familjen bromsar. Inga underarter finns listade i Catalogue of Life.